# گارد سلطنتی

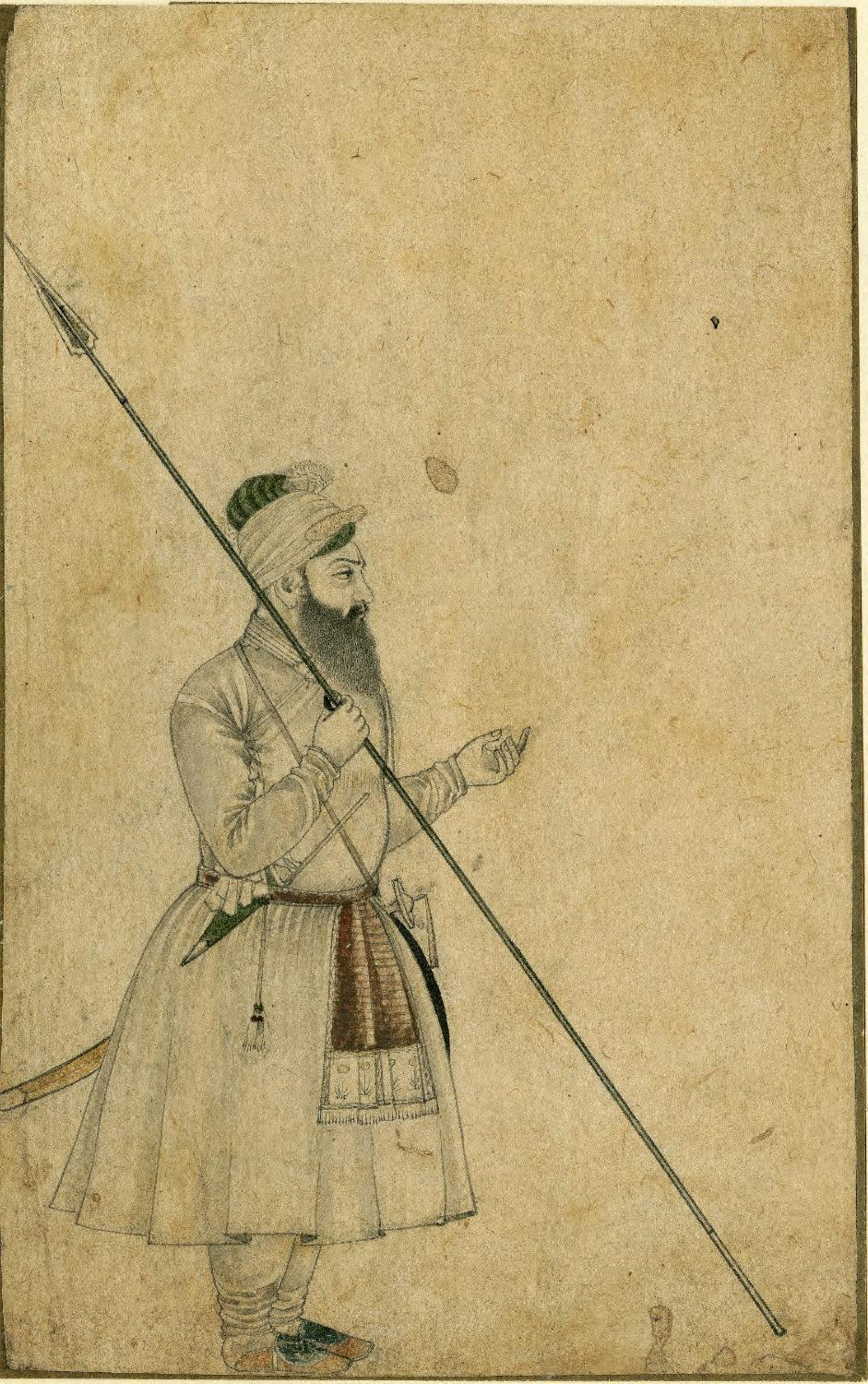
سوار خان، یکی از نفرات گارد سلطنتی امپراتور شاه جهان در هند گورکانی

گارد سلطنتی یا گارد پادشاهی به گروهی نظامی گفته می‌شود که مسئولیت حفاظت از جان افراد وابسته به دربار پادشاهی، از جمله امپراتوران، شاهان، ملکه‌ها و شاهزادگان یا شاهدخت‌ها، را دارند. این نیروها اغلب از میان نفرات نخبه نیروهای نظامی برگزیده می‌شوند و به دلیل جایگاهشان، اغلب همچنین دارای حق و پاداش‌های ویژه هستند.

## مرور
تشکیل نیروهای نخبه به منظور حفاظت از جان خاندان پادشاهی در بسیاری از پادشاهی‌های کهن در سراسر جهان سابقه داشته‌است. از جمله نخستین نمونه‌های این نیروها می‌توان به مدجای‌ها در مصر باستان، و گارد جاویدان در شاهنشاهی هخامنشی. به دلیل جایگاه این نیروها و موقعیتشان در نزدیکی دربار، گاردهای سلطنتی اغلب توانایی به دست گرفتن نقش در صحنه سیاسی کشور را فرای خاستگاه کاری اصلیشان داشته‌اند. در هنگام انقلاب‌ها، ادامه وفاداری این گاردها به خاندان حاکم، یا رویگردانیشان از ایشان، اغلب نقشی اساسی در تعیین جهت آشوب‌ها داشته‌اند. نمونه‌های تاریخی آن شامل انقلاب ۱۶۸۸ انگلستان، جنگ ۱۸۰۸ اسپانیا، جنگ ۱۸۰۸ دانمارک و سوئد، انقلاب فرانسه، بازگشت ناپلئون به قدرت، انقلاب روسیه، و جنبش مشروطه و کودتای ۲۸ مرداد در ایران می‌شوند.

## فهرست گاردهای سلطنتی
- مدجای در مصر باستان، از دوره پادشاهی کهن تا دودمان بطلمیوسی
- سوماتوفولاکس در مقدونیه باستان
- گارد جاویدان در شاهنشاهی هخامنشی
- گارد پرتورین در امپراتوری روم
- جین جون در دودمان تانگ در چین
- گارد سلطنتی در مانچوکوئو
- کشیک در امپراتوری مغول
- گارد نجیب و گارد پالاتین در سریر مقدس تا سال ۱۹۷۰
- کونوئه شیدان در ژاپن
- گارد سلطنتی سعودی در عربستان سعودی